# 7771 Tvären
7771 Tvären è un asteroide della fascia principale. Scoperto nel 1992, presenta un'orbita caratterizzata da un semiasse maggiore pari a 2,6582286 UA e da un'eccentricità di 0,0229914, inclinata di 4,22448° rispetto all'eclittica.